# Mithridatocetus
Mithridatocetus — рід викопних китів з міоцену. Відомі екземпляри з Криму (Україна) та Північного Кавказу.